# Olga Orozco
Olga Orozco (Toay, La Pampa, 1920 - Buenos Aires, 1999) foi uma poeta argentina. Passou sua infância em Bahía Blanca até que mudou-se para Buenos Aires aos dezesseis anos com seus pais, onde começou sua carreira como escritora. 
Seus trabalhos poéticos foram influenciados por Rimbaud, Nerval, Baudelaire, Milosz ou Rilke.
Olga Orozco morreu em Buenos Aires aos 79 anos, por problemas cardíacos.

## Prêmios
- «Primer Premio Municipal de Poesía»
- «Premio de Honor de la Fundación Argentina» (1971)
- «Gran Premio del Fondo Nacional de las Artes»
- «Premio Esteban Echeverría»
- «Gran Premio de Honor»
- «Premio Nacional de Teatro a Pieza Inédita» (1972)
- «Premio Nacional de Poesía» (1988)
- «Láurea de Poesía de la Universidad de Turin»
- «Premio Gabriela Mistral»
- «Premio de Literatura Latinoamericana Juan Rulfo» (1998)
- «Premio Konex de Honor» (2004)[1]

## Livros
- Desde lejos (1946)
- Las muertes (1951)
- Los juegos peligrosos (1962)
- La oscuridad es otro sol (1967)
- Museo salvaje (1974)
- Veintinueve poemas (1975)
- Cantos a Berenice (1977)
- Mutaciones de la realidad (1979)
- La noche a la deriva (1984)
- En el revés del cielo (1987)